# A40-es autópálya (Németország)
Az A40-es autópálya (németül: Bundesautobahn 40) egy autópálya Németországban. Hossza 103 km.